# Amandla-Festival
Das Amandla-Festival war ein Weltmusik-Festival, das am 21. Juli 1979 im Harvard Stadium in Cambridge bei Boston (Massachusetts) stattfand. Das Festival war ein Protest gegen das Apartheid-Regime in Südafrika und gleichzeitig ein Benefizkonzert. Dem Festival wohnten 30.000 Zuschauer bei.
Das Wort „Amandla“ stammt aus der südafrikanischen Zulu-Sprache und bedeutet „Kraft“, „Stärke“ oder „Energie“. Einer der Headliner des Festivals waren Bob Marley & The Wailers. Marley hielt während seines Auftritts kontroverse Reden über das Scheitern des westlichen Babylon-Systems und forderte die Vereinigung der afrikanischen Völker. Diese Reden auf der Konzertbühne waren ungewöhnlich für Marley, da ihm normalerweise Zensur drohte, wenn er so offen über das Unvermögen des Systems und das Rauchen von Marihuana sprach. Andere Musiker, die am Festival auftraten, waren R&B-/Soul-Legende Patti LaBelle, Jazzpianist Eddie Palmieri, der nigerianische Trommler Babatunde Olatunji, die südafrikanische Band Jabula und der Komiker Dick Gregory, der vor Marleys Auftritt ebenfalls eine politisch kontroverse Rede hielt.